# A Idade da Terra
A Idade da Terra é um filme brasileiro de 1980, do gênero drama, dirigido por Glauber Rocha, o longa causou grande impacto, dividiu a crítica e arrancou elogios de intelectuais e cineastas, como o escritor Alberto Moravia e o cineasta Michelangelo Antonioni, que considerou "Uma lição de cinema moderno". Em novembro de 2015 o filme entrou na lista feita pela Associação Brasileira de Críticos de Cinema (Abraccine) dos 100 melhores filmes brasileiros de todos os tempos. Foi o último filme de Glauber Rocha e aquele que mais gerou polêmica em sua carreira.

## Festival de Veneza e polêmica
Em 9 de setembro de 1980, a briga entre o cineasta brasileiro Glauber Rocha com Louis Malle entrou para história do  Festival Internacional de Cinema de Veneza. Com o filme Atlantic City, Louis Malle venceu o Leão de Ouro naquele ano junto com o americano John Cassavetes, este premiado por Gloria. Para Glauber Rocha, que participou daquele Festival com o seu filme A Idade da Terra, tal resultado foi uma tramóia; Glauber afirmou que Malle venceu pois o resultado estava previamente combinado pois o filme de Malle teve a produção da Gaumont, uma "multinacional imperialista". Malle e Glauber encontraram-se no saguão do Hotel Excelsior, onde discutiram e os dois cineastas quase chegaram às vias de fato.

## Elenco
- Maurício do Valle ...John Brahms
- Jece Valadão ...Cristo Índio
- Norma Bengell ...Rainha das Amazonas
- Antonio Pitanga ...Cristo Negro
- Tarcísio Meira ...Cristo Militar
- Geraldo Del Rey ...Cristo Guerrilheiro
- Ana Maria Magalhães ...Aurora Madalena
- Danuza Leão ...Mulher Morena
- Carlos Petrovich ...O Diabo
- Mário Gusmão ...Babalaô
- Paloma Rocha[6]